# Stan przejściowy
Stan przejściowy – w opisach mechanizmów reakcji chemicznych – konfiguracja atomów i łączących ich wiązań chemicznych o ściśle określonej geometrii, która teoretycznie występuje w momencie gdy istnieje jednakowe prawdopodobieństwo zajścia reakcji elementarnej w obu kierunkach.
Jest to podstawowe pojęcie w kwantowo-mechanicznej teorii stanów przejściowych reakcji chemicznych. Zgodnie z tą teorią konfiguracja stanu przejściowego reprezentuje geometrię reagującego układu cząsteczek posiadającą najwyższą energię. Energia tej konfiguracji nazywana jest barierą potencjału reakcji.
Koncepcja stanu przejściowego została zaproponowana w 1935 przez Henry'ego Eyringa i Michaela Polanyi i po wprowadzeniu nieznacznych modyfikacji ma zastosowanie także obecnie.
Tradycyjnie konfiguracje stanu przejściowego przedstawia się w formie hipotetycznego kompleksu aktywnego i dla odróżnienia od rzeczywistych związków kompleksowych zaznacza symbolem ‡ (Crux philologorum).

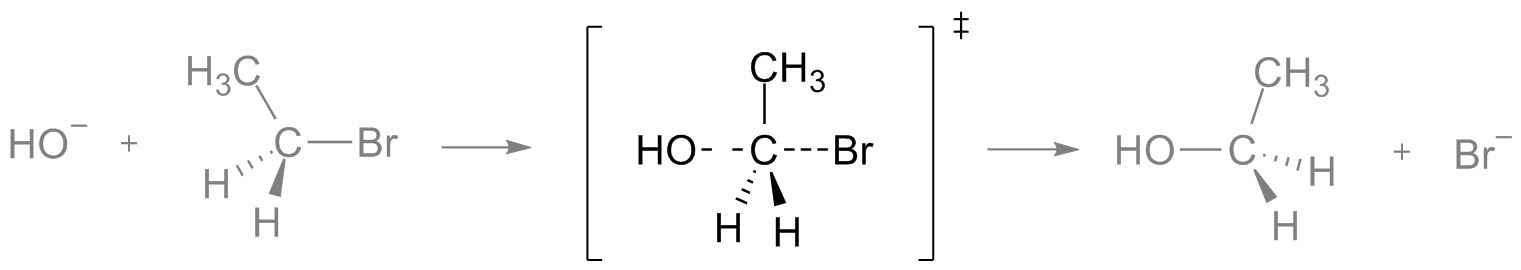
Przedstawiony na powyższym rysunku kompleks aktywny występuje w przebiegu reakcji substytucji S_{N}2, w której bierze udział bromoetan i anion hydroksylowy

Rysunki kompleksów aktywnych nie zawsze jednak odzwierciedlają konfigurację o najwyższej energii. Czasami, dla zilustrowania przebiegu reakcji przedstawia się za ich pomocą hipotetyczne konfiguracje tuż przed lub tuż po osiągnięciu stanu przejściowego.
Kompleksów aktywnych nie należy mylić z rzeczywistymi produktami przejściowymi reakcji.

## Podstawy teoretyczne

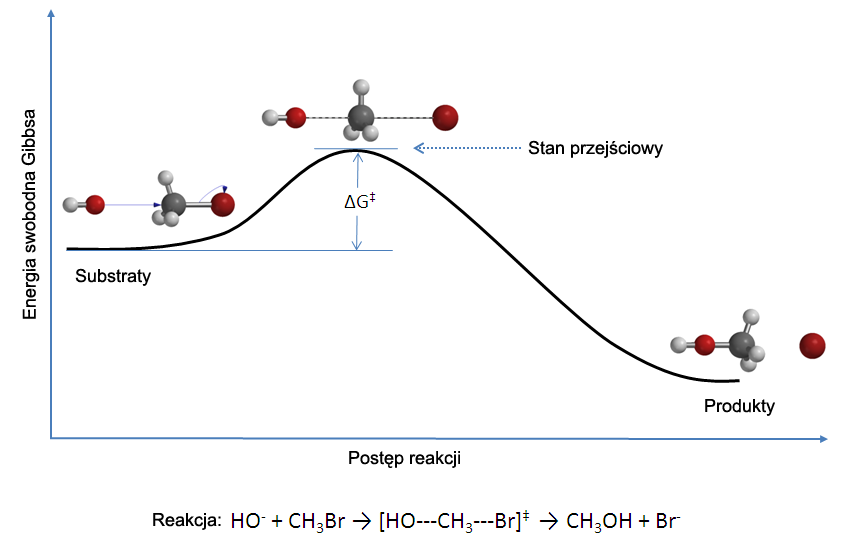
Wykres energetyczny reakcji syntezy metanolu z bromometanu, ΔG_{‡} – bariera potencjału reakcji

Zderzenie pomiędzy dwoma (w rzadszych przypadkach trzema) cząsteczkami substratów może prowadzić do uformowania cząsteczki produktu. Kluczową rolę odgrywają wzajemne ustawienie zderzających się cząsteczek oraz ich energie kinetyczne. Nawet jeżeli w wyniku kolizji dojdzie do uformowania się kompleksu aktywnego, to nie oznacza, że w jego wyniku zajdzie rearanżacja wiązań chemicznych i uformowanie produktu – powstały kompleks może rozpaść się do substratów.
W terminach chemii kwantowej stan przejściowy jest punktem znajdującym się w globalnym maksimum hiperpowierzchni energii swobodnej Gibbsa. Dla uproszczenia opisu zakłada się zazwyczaj, że stan przejściowy nie jest ulokowany na wielowymiarowej hiperpowierzchni, a jedynie na krzywej położonej na płaszczyźnie.
Struktura stanu przejściowego może zostać wyznaczona teoretycznie poprzez znalezienie punktów siodłowych na hiperpowierzchni energii swobodnej Gibbsa. Praktycznie wszystkie metody obliczeniowe stosowane w chemii kwantowej mogą zostać wykorzystane do wyznaczenia struktury stanu przejściowego. Obliczenia te jednak nie należą do najłatwiejszych, dlatego należy liczyć się z możliwością wyznaczenia błędnej geometrii stanu przejściowego. Nie można więc jednoznacznie określić, która technika najlepiej nadaje się do tego rodzaju obliczeń. Optymalna metoda jest zależna od konkretnego badanego przypadku.

## Doświadczalne obserwacje stanów przejściowych
Z powodu ograniczeń narzuconych przez mechanikę kwantową nie istnieje możliwość bezpośredniej obserwacji stanów przejściowych. Jednakże współczesne techniki spektroskopowe pozwalają na prowadzenie pomiarów w skali czasu bliskiej femtosekundy, co pozwala na badania intermediatów o strukturze bardzo zbliżonej do stanu przejściowego. Femtosekundowa spektroskopia laserowa jest techniką opracowaną specjalnie do przeprowadzania tego rodzaju obserwacji. Reaktywne intermediaty mogą wykazywać znaczące podobieństwo do stanów przejściowych, dlatego badania nad tymi nietrwałymi strukturami pomagają w zdobyciu informacji o własnościach samych stanów przejściowych.